# Owczary (gmina)
Owczary – dawna gmina wiejska istniejąca do 1954 roku w woj. kieleckim, łódzkim i ponownie kieleckim. Nazwa gminy pochodzi od wsi Owczary, lecz siedzibą władz gminy było Podklasztorze (obecnie dzielnica Sulejowa). 
W okresie międzywojennym gmina Owczary należała do powiatu opoczyńskiego w woj. kieleckim. 1 kwietnia 1939 roku gminę wraz z całym powiatem opoczyńskim przeniesiono do woj. łódzkiego. Po wojnie gmina przez krótki czas zachowała przynależność administracyjną, lecz już 6 lipca 1950 roku została wraz z całym powiatem przyłączona z powrotem do woj. kieleckiego.
Według stanu z dnia 1 lipca 1952 roku gmina składała się z 5 gromad: Błogie Szlacheckie, Owczary, Podklasztorze, Prócheńsko i Strzelce.
Jednostka została zniesiona 29 września 1954 roku wraz z reformą wprowadzającą gromady w miejsce gmin. Po reaktywowaniu gmin z dniem 1 stycznia 1973 roku gminy Owczary nie przywrócono, a jej dawny obszar wszedł głównie w skład gminy Mniszków w tymże powiecie i województwie oraz miasta Sulejowa w powiecie piotrkowskim w woj. łódzkim.